# シリーズ歌謡ロマン
『シリーズ歌謡ロマン』（シリーズかようロマン）は、2012年からNHK BSプレミアムで不定期に放送されている演歌・歌謡曲がメインの音楽・歌番組である。2013年からはポップス歌手なども出演者に取り入れた『歌のあとさき』（うたのあとさき）も放送している。現在では歌のあとさきに完全移行している・

## 内容
一人の歌手の人生を歌でつづる15分番組。
また、それをトータル4回分の総集編「泣いた！笑った！こころ歌」も放送される。
歌のあとさきになってからは総集編として特別編が放送される。